# Apostolischer Nuntius

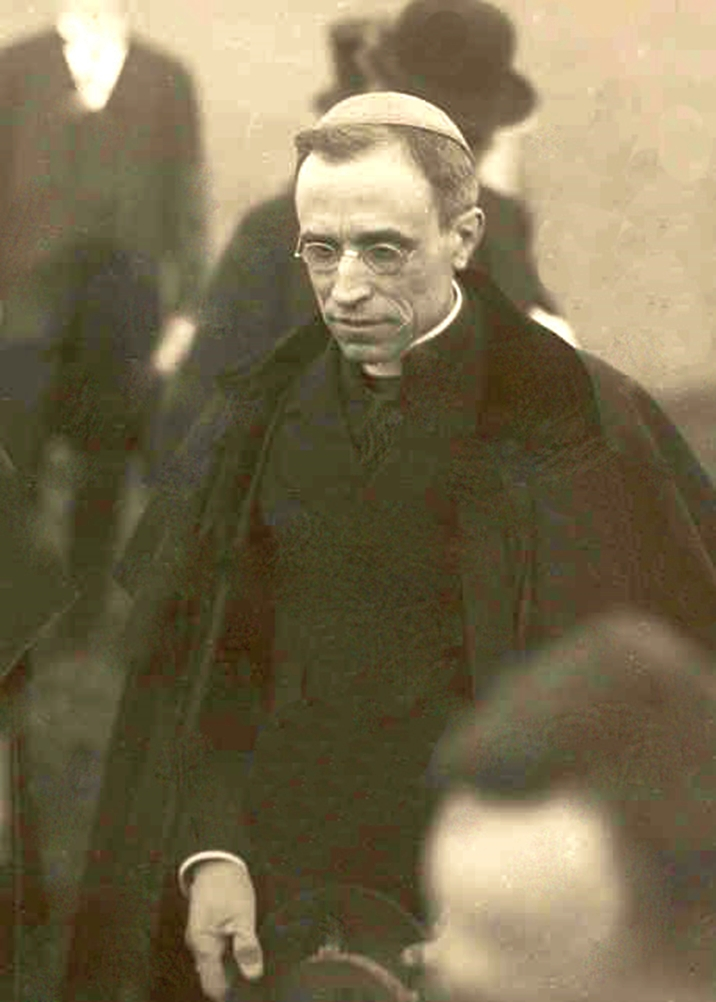
Eugenio Pacelli, 1917 Nuntius in München, 1925 in Preußen und 1920–1929 beim Deutschen Reich, später Papst Pius XII.

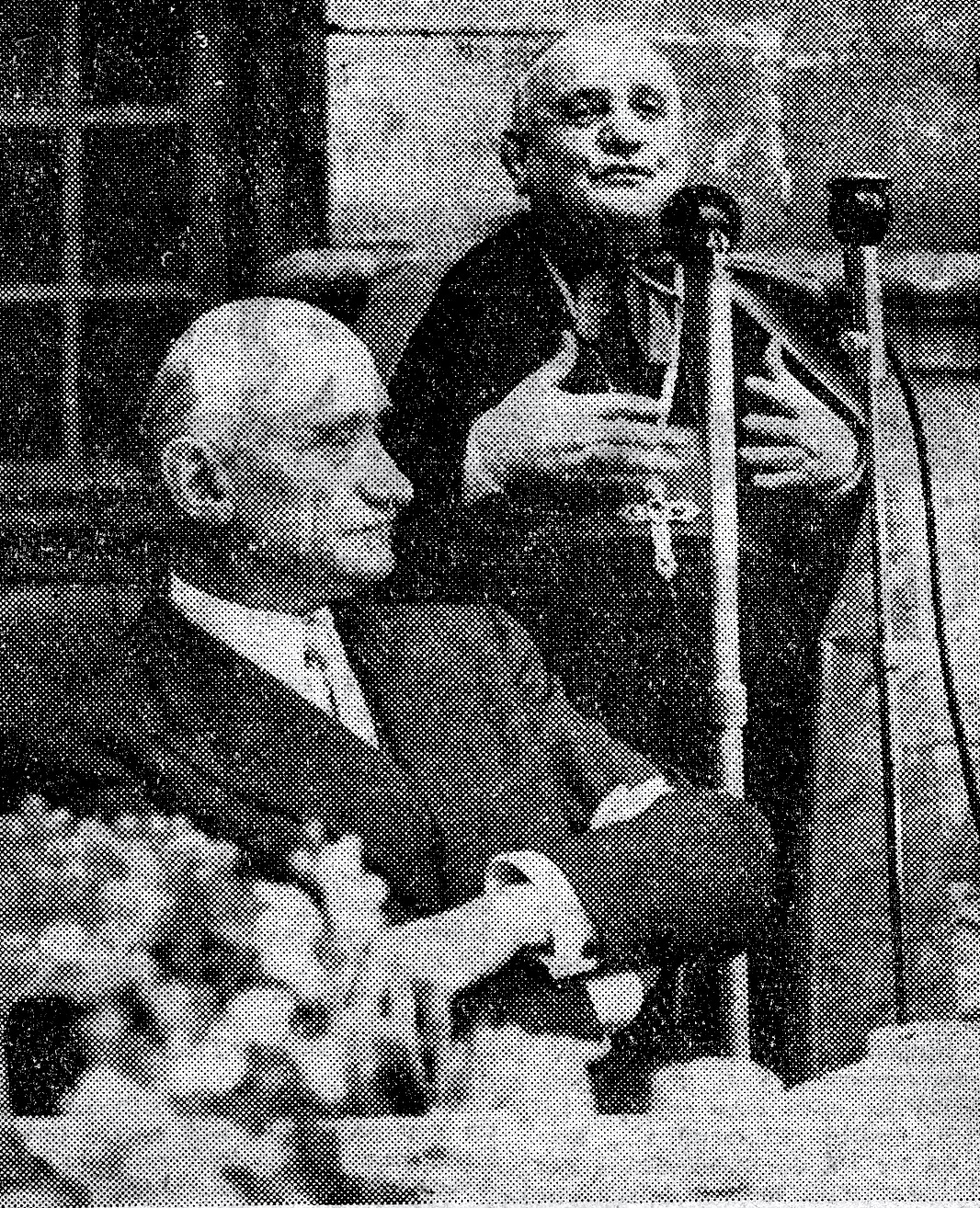
Der französische Außenminister Robert Schuman bei einer Ansprache des Apostolischen Nuntius in Frankreich Angelo Roncalli, des späteren Papstes Johannes XXIII., in Luxeuil-les-Bains im Juli 1950.

Ein Apostolischer Nuntius (lateinisch „päpstlicher Bote“) ist der bei der Regierung eines anderen Staates akkreditierte Botschafter des Heiligen Stuhles (also der Gesamtheit der obersten Leitungsorgane der katholischen Kirche, in deren Zentrum der Papst steht, als Völkerrechtssubjekt).
Der Nuntius nimmt als Diplomat darüber hinaus auch die Interessen des Staates Vatikanstadt wahr und vertritt den Papst als Kirchenoberhaupt gegenüber den Ortskirchen des entsprechenden Landes.
Der Sitz eines Nuntius wird Apostolische Nuntiatur genannt.

## Geschichte und Terminologie

Diplomatische Beziehungen des Heiligen Stuhls
diplomatische Beziehungen
andere Beziehungen
keine offiziellen Beziehungen

Die römischen Päpste entsenden seit dem 4. Jahrhundert Botschafter, anfangs als päpstliche Legate. Diese wurden im 11. und 12. Jahrhundert zu Kardinälen erhoben. Die ersten Nuntiaturen entstanden ab dem frühen 16. Jahrhundert zunächst in Spanien, Frankreich, Venedig und dem Heiligen Römischen Reich.
Ein Apostolischer Nuntius bekleidet seit Ende des Dreißigjährigen Krieges für gewöhnlich den Rang eines Titularerzbischofs mit dem Prädikatstitel Hochwürdigste Exzellenz. Papst Johannes XXIII. verfügte, dass alle Nuntien zu Bischöfen zu weihen seien, sofern sie es nicht bereits waren.

Die juristische Basis im Codex Iuris Canonici sowie die historische Genese des Amtes lassen darauf schließen, dass der Apostolische Nuntius primär eine geistliche Funktion hat: 

„Der Apostolische Nuntius ist zugleich Priester und Diplomat. So wie der Heilige Vater sowohl eine geistliche als auch eine weltliche Position in einem Amt vereinigt, wobei der Primat im Ersteren liegt (suprema lex salus animarum), so erfüllt auch der Apostolische Nuntius primär nicht eine zwischenstaatliche, sondern eine innerkirchliche Funktion“

 Seit dem Wiener Kongress 1815 steht der Apostolische Nuntius im Rang eines Botschafters. Außerdem vertritt er den Papst bei den jeweiligen Bischofskonferenzen. Ein Nuntius muss wie jeder Diplomat vom aufnehmenden Staat akkreditiert werden.
Ist der Gesandte des Papstes nicht beim Staatsoberhaupt oder bei der Regierung des Aufnahmestaates akkreditiert, sondern pflegt nur den Kontakt zu den kirchlichen Institutionen und Personen, so heißt er Apostolischer Delegat. Päpstliche Diplomaten, die zu internationalen Organisationen entsandt werden, heißen Ständige Beobachter des Heiligen Stuhls und entsprechen den weltlichen Ständigen Vertretern.
In vielen Staaten (zum Beispiel in Deutschland) ist der Nuntius aufgrund eines Konkordats Doyen (französisch für Dekan) des Diplomatischen Korps und hat als primus inter pares einige Ehrenrechte. Dies geht auf den lang anhaltenden Streit der Staaten zurück, wem der erste Platz einzuräumen sei. Man löste dies durch das Wiener Übereinkommen über diplomatische Beziehungen, in dem man dem Vertreter des Papstes dieses Vorrecht einräumte.
Der Doyen spricht bei offiziellen Anlässen als Vertreter des gesamten diplomatischen Korps und vertritt insbesondere die Interessen der kleineren Staaten.
Der Apostolische Nuntius ist der diplomatische Vertreter des Papstes in Ländern, mit denen der Heilige Stuhl offizielle diplomatische Beziehungen unterhält. Er entspricht im diplomatischen Sinne dem Rang eines außerordentlichen und bevollmächtigten Botschafters. Die Amtszeit des Apostolischen Nuntius beträgt fünf Jahre.

### Pro-Nuntius
Die Bezeichnung Pro-Nuntius war ursprünglich jenen Nuntien vorbehalten, welche bereits im Rang eines Kardinals standen. Der gemäß Protokoll einem Prinzen von Geblüt gleichkommende Rang eines Kardinals war sowohl in als auch außerhalb der päpstlichen Kurie eindeutig höher als der eines diplomatischen Missionschefs, daher war es unüblich, Kardinäle auf einen Nuntiaturposten zu entsenden. Sollte zum Beispiel ein Nuntius kurz vor Ende seiner Mission den Purpur erhalten haben, konnte dennoch für eine Übergangsfrist seine Tätigkeit als Nuntius, zum Beispiel zum Abschluss von Verhandlungen, erforderlich sein. Dieser (vor Kurzem kreierte) Kardinal agierte quasi „an Stelle“ (lat.: „pro“) eines Nuntius. Pro-Nuntien dieser Art waren sehr seltene Ausnahmen in besonderen Situationen.
Im Gefolge der Kurienreformen, ökumenischer Bestrebungen und insbesondere der päpstlichen Osteuropapolitik nach dem II. Vatikanischen Konzil kam es zu einer Neudefinition dieses Titels. Da es durch die vorsichtige Öffnung gegenüber den Ostblockstaaten zwar zur Aufnahme diplomatischer Beziehungen kam, diese ebenso wie traditionell nichtkatholische, insbesondere islamisch dominierte Staaten aber eine Doyenstellung des Nuntius ablehnten, wurde 1965 der Titel Pro-Nuntius als Bezeichnung für einen apostolischen Nuntius ohne automatische Stellung als Doyen quasi neu geschaffen. Diese Bezeichnung blieb bis 1991 in Kraft. Danach wurden alle Pro-Nuntien in Nuntien umgewandelt, sodass der Titel „Apostolischer Nuntius“ nichts über die Stellung als Doyen aussagt.

### Internuntius
Ursprünglich wurden Gesandte des Papstes, die übergangsweise damit betraut waren, den Heiligen Stuhl zu vertreten, mit diesem Titel bezeichnet. Im 19. Jahrhundert wurde er gelegentlich für besonders kleine Missionen, wie zum Beispiel in Südamerika, verwandt. Der Internuntius stand im diplomatischen Protokoll nach den Botschaftern an der Spitze der Gesandten, was in jenen Staaten, welche ausschließlich Gesandte als Missionschefs akkreditierten, dazu führte, dass dem Internuntius faktisch die Stellung eines Doyens des Diplomatischen Korps zukam. Da in „Kleinstaaten“ ab Mitte des 20. Jahrhunderts die Ernennung von Botschaftern üblich wurde, kam die schon zuvor äußerst seltene Ernennung von Internuntien außer Gebrauch.

## Apostolische Nuntien in Deutschland

### Apostolische Nuntien in Köln

#### Geschichtliche Eckdaten
Wiederholt kamen päpstliche Sondergesandte an den Hof der Kölner Kurfürsten. Zur ständigen Einrichtung wurde die Kölner Nuntiatur jedoch erst 1584. Über Jahrzehnte stand der Reformgedanke des Trienter Konzils (1545–1563) im Vordergrund von deren Arbeit. Zu den wenigen herausragenden Ereignissen der Kölner Nuntiatur zählen gelegentliche Reisen der Nuntien zu Reichstagen (1594 und 1622), zu den Kaiserwahlen nach Frankfurt (1612 und 1658) und die Teilnahme an den Friedenskongressen in Münster (1644–1648), Aachen (1668), Köln (1673–1674) und Utrecht (1713). Der Einzugsbereich der Kölner Nuntiatur umfasste die Diözesen Würzburg im Süden, Osnabrück, Paderborn und Hildesheim im Nordosten sowie Lüttich im Westen. Zwar zählten die nordischen Missionsgebiete in Nord- und Mitteldeutschland, zeitweise auch Schweden und Dänemark, juristisch zum Sprengel, im Kern galt jedoch das Interesse den drei geistlichen Kurerzbistümern Mainz, Trier und Köln. Beendet wurde die Nuntiatur infolge der Besetzung der Stadt Köln durch die Franzosen 1795.

#### Päpstliche Sondergesandte in Köln von 1500 bis 1584
- 1520 Hieronymus Aleander
- 1573–1576 Kaspar Gropper
- 1576–1578 Bartolomeo Portia
- 1578–1579 Giovanni Battista Castagna, später Papst Urban VII.
- 1583 Minutio Minucci
- 1583 Giovanni Francesco Bonomi, Bischof von Vercelli

#### Ständige Nuntien in Köln 1584–1794
- 1584–1587 Giovanni Francesco Bonomi (= Bonhomini), Bischof von Vercelli
- 1587–1596 Ottavio Mirto Frangipani, Bischof von Cajazzo, 1592 Bischof von Tricarico
- 1593 (1596)–1606 Coriolano Garzadoro, Bischof von Ossero
- 1606–1610 Attilio Amalteo, Titularerzbischof von Athen
- 1610–1621 Antonio Albergati, Bischof von Bisceglie
- 1621–1624 Pietro Francesco Montoro, Bischof von Nicastro
- 1624–1634 Pier Luigi Carafa, Bischof von Tricarico
- 1634–1639 Martino Alfieri, Bischof von Isola, 1639 Erzbischof von Cosenza
- 1639–1651 Fabio Chigi, Bischof von Nardò, später Papst Alexander VII.
- 1652–1659 Giuseppe Maria Sanfelice, Erzbischof von Cosenza
- 1659–1666 Marco Gallio Bischof von Rimini
- 1666–1670 Agostino Franciotti, Titularerzbischof von Trapezunt
- 1670–1672 Francesco Buonvisi, Titularerzbischof von Thessaloniki, später Nuntius in Polen und Österreich, Kardinal
- 1672–1680 Opizio Pallavicini, Titularerzbischof von Ephesus
- 1680–1687 Ercole Visconti, Titularerzbischof von Damietta
- 1687–1690 Sebastiano Antonio Tanara, Titularerzbischof von Damascus
- 1690–1696 Giovanni Antonio Davia, Titularerzbischof von Theben
- 1696–1698 Fabrizio Paolucci di Calboli, Bischof von Macerata und Tolentino, 1698 Erzbischof von Ferrara, später Kardinal und Erzbischof von Ostia-Velletri
- 1698–1702 Orazio Filippo Spada, Titularerzbischof von Theben
- 1703–1706 Giulio Piazza, Titularerzbischof von Rhodus
- 1706–1712 Giambattista Bussi, Titularerzbischof von Tarsos
- 1712 (1713)-1721 Girolamo Archinto, Titularerzbischof von Tarsos
- 1721–1722 Vincenzo Santini Titularerzbischof von Trapezunt
- 1722–1732 Gaetano de’Cavalieri, Titularerzbischof von Tarsos
- 1732–1735 Jacopo Oddi, Titularerzbischof von Laodicea
- 1735–1738 Fabrizio Serbelloni, Titularerzbischof von Patras
- 1740–1744 Ignazio Michele Crivelli, Titularerzbischof von Caesarea in Cappadocia
- 1744–1754 Girolamo Spinola, Titularerzbischof von Laodicea
- 1754–1760 Niccolò Oddi, Titularerzbischof von Trajanopolis
- 1760–1767 Caesare Alberico Lucini, Titularerzbischof von Nicaea
- 1766–1775 Giovanni Battista Caprara Montecuccoli, Titularerzbischof von Iconium, Nuntius in Wien und Paris, später Erzbischof von Mailand
- 1776–1786 Carlo Antonio Giuseppe Bellisomi, Titularerzbischof von Tyana; Nuntius von Portugal, Kardinal
- 1786–1794 Bartolomeo Pacca, Titularerzbischof von Damietta, Nuntius von Portugal, Kardinal
- 1794 Annibale Francesco Clemente Melchiore Girolamo Nicola della Genga, Titularerzbischof von Tyrus, (hat nie in Köln residiert, war 1795 erster Nuntius am bayerischen Königshof in München) später als Leo XII. Papst

### Apostolische Nuntien in Sachsen

#### Verzeichnis der Nuntien in Sachsen
- 1518 Karl von Miltitz

### Apostolische Nuntien in Bayern

#### Geschichtliche Eckdaten
Die Apostolische Nuntiatur in München wurde 1785, auf dem Höhepunkt des sog. Nuntiaturstreits, gegründet und nach wenigen Jahren des Bestehens im Jahr 1800 aufgelöst. Sie wurde 1818 wiedererrichtet und 1934 endgültig aufgehoben. Nach dem Zweiten Weltkrieg gab es seitens der Bayerischen Staatsregierung vergebliche Bemühungen, erneut diplomatische Beziehungen mit dem Vatikan zu unterhalten.

#### Päpstliche Nuntien in München 1785–1800 und 1818–1934
- 1785–1795 Giulio Cesare Zoglio (auch: Zollio)
- 1795–1796 Annibale della Genga, später Papst Leo XII. (Internuntius)
- 1796–1800 Emidio Ziucci
- 1818–1827 Francesco Serra di Cassano, Titularerzbischof von Nicaea, Kardinal
- 1826–1837 Carlo Giuseppe Benedetto Mercy d’Argenteau
- 1838–1845 Michele Viale Prelà, bis 1841 Internuntius, ab 1841 Titularerzbischof und Nuntius in Bayern, ab 1845 Nuntius in Wien, ab 1853 Kardinal und Pro-Nuntius in Wien (bis 1856), ab 1855 Erzbischof von Bologna
- 1845–1847 Carlo Luigi Morichini, Titularerzbischof von Nisibis, 1852 Kardinal, ab 1871 Erzbischof von Bologna
- 1848–1853 Carlo Sacconi (bis 1851 Internuntius), Titularerzbischof von Nicaea, Kardinal
- 1853–1856 Antonio Saverio De Luca, Titularerzbischof von Tarsus, Kardinal
- 1856–1861 Flavio Chigi III., Titularerzbischof von Myra, Kardinal
- 1861–1866 Matteo Eustachio Gonella, Titularerzbischof von Neocaesarea in Syria, Kardinal
- 1866–1874 Pier Francesco Meglia, Titularerzbischof von Damaskus, Kardinal
- 1874–1877 Angelo Bianchi, Titularerzbischof von Myra, Kardinal
- 1877–1879 Gaetano Aloisi Masella, Titularerzbischof von Neocaesarea in Ponto, Kardinal
- 1879–1881 Cesare Roncetti
- 1882–1887 Angelo Di Pietro, Titularerzbischof von Nazianz, Kardinal
- 1887–1889 Luigi Ruffo-Scilla, Titularerzbischof von Petra in Palästina, Kardinal
- 1889–1893 Antonio Agliardi, Italien, 1884 Titularbischof von Cäsarea in Palästina, 1893–1896 Nuntius in Österreich, 1899 Kardinalbischof von Albano, seit 1908 Kanzler der Apostolischen Kanzlei (Cancelleria)
- 1893–1896 Andrea Aiuti, Titularbischof von Tamiathis, ab 1896 Nuntius in Portugal, Kardinal
- 1896–1899 Benedetto Lorenzelli
- 1900–1901 Cesare Sambucetti, Titularerzbischof von Korinth
- 1902–1904 Giuseppe Macchi
- 1904–1907 Carlo Caputo, Italien, Titularerzbischof von Nikomedia
- 1907–1916 Andreas Franz Frühwirth, O.P., Titularerzbischof von Eraclea, 1915 Kardinal, 1927–33 „Kanzler der Heiligen Römischen Kirche“
- 1916–1917 Giuseppe Aversa, Titularerzbischof von Sardes
- 1917–1925 Eugenio Pacelli, Titularerzbischof von Sardes, später Papst Pius XII.
- 1925–1934/36 Alberto Vassallo di Torregrossa, Titularerzbischof von Emesa, letzter Nuntius in Bayern, zuvor Nuntius in Argentinien

### Apostolische Nuntien in Preußen

#### Verzeichnis der Nuntien in Preußen
- 1925–19. August 1929 Eugenio Pacelli, Italien, Titularerzbischof von Sardes, zugleich von 1917 bis 24. Januar 1925 auch Nuntius in Bayern und 1920–1929 beim Deutschen Reich, später als Pius XII. Papst
- 1930–31. Mai 1934 Cesare Orsenigo, Italien, Titularbischof von Ptolemais (Libyen), 1922–1925 Apostolischer Internuntius in ’s-Gravenhage (Den Haag), 1925–1930 Nuntius in Budapest (Ungarn), 1930–1945 zugleich auch Nuntius beim Deutschen Reich

### Apostolische Nuntien im Deutschen Reich

#### Verzeichnis der Nuntien beim Deutschen Reich
- 1920–1929 Eugenio Pacelli, Italien, Titularerzbischof von Sardes, (zugleich auch von 1925 bis 19. August 1929 Nuntius in Preußen und seit 1917 in Bayern, später als Pius XII. Papst)
- 1930–1945 Cesare Orsenigo, Italien, Titularbischof von Ptolemais (Libyen), (zugleich auch 1930–31. Mai 1934 Nuntius in Preußen).
- ab Februar 1945 geschäftsführend Pater Eduard Gehrmann (Sekretär von Pacelli und Orsenigo)
- 1946–194? geschäftsführend Hausprälat Carlo Colli

Das Deutsche Reich unterhielt – nach einem Befehl von Adolf Hitler – nur für das Gebiet des „Altreiches“ diplomatische Beziehungen mit dem Vatikan. Da der Vatikan noch einen – vor der Besetzung akkreditierten – Nuntius in Polen hatte (1936–1947 Filippo Cortesi, Titularerzbischof von Siraces, 1943–1953 geschäftsführend William Godfrey, Titularerzbischof von Cio) und eine Anerkennung der Besetzungen bzw. Anschlüsse ans Reich bis zur Beendigung von Kriegshandlungen ablehnte, argumentierte Hitler, dass zum Beispiel die von ihm besetzten polnischen Gebiete (die nach Ansicht des Vatikans nach wie vor zu Polen gehörten) sowie die östlichen Anschlussgebiete (die Reichsgaue Danzig-Westpreußen, Wartheland, Sudetenland) nicht unter die Regelungen des Reichskonkordats fallen würden, somit der in Deutschland akkreditierte Nuntius Cesare Orsenigo (1930–1945) für diese Gebiete nicht zuständig sei. In diesen Gebieten wurden von den Nationalsozialisten jedoch keine Nuntien oder ähnliche Einrichtungen zugelassen; zuständig dafür waren von deutscher Seite der Leiter der NSDAP-Parteikanzlei (Martin Bormann), von kirchlicher Seite die örtlichen Kardinäle, Bischöfe usw. Inoffiziell gab es in humanitären Angelegenheiten dennoch Kontakte zwischen Orsenigo und dem deutschen Außenministerium.

### Apostolische Nuntien in der Bundesrepublik Deutschland

#### Geschichtliche Eckdaten
Die Apostolische Nuntiatur hatte ihren Sitz zunächst in Bonn. Residenz war der Turmhof in Bad Godesberg-Plittersdorf. Nach dem Regierungsumzug nach Berlin zog auch die Apostolische Nuntiatur im Jahr 2001 in die Lilienthalstraße in Berlin-Neukölln um.

#### Verzeichnis der Nuntien in der Bundesrepublik Deutschland

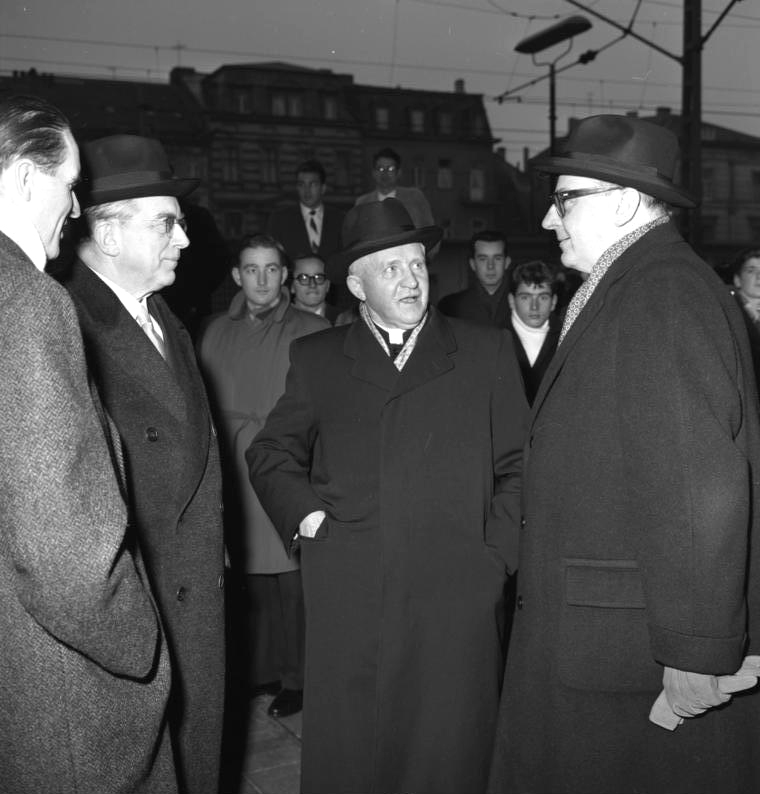
Aloysius Muench, erster Nuntius in der Bundesrepublik Deutschland, Verabschiedung 1959

- 1951–1959 Aloysius Muench, Vereinigte Staaten, Erzbischof-Bischof von Fargo, bereits ab 1946 „Apostolischer Visitator für Deutschland“ und Leiter der „Päpstlichen Mission für die Flüchtlinge in Deutschland“ mit Sitz in Kronberg im Taunus und „Berater des amerikanischen Militärgouverneurs für Deutschland“, ab 1949 geschäftsführender Verweser der vakanten Nuntiatur mit dem offiziellen Titel: „Regens der Nuntiatur in Deutschland“, ab 1951 Apostolischer Nuntius in Bonn
- 1959–1960 geschäftsführend Bruno Bernhard Heim
- 1960–1975 Corrado Bafile, Italien, Titularerzbischof von Antiochia in Pisidia
- 1975–1984 Guido del Mestri, Titularerzbischof von Tuscamia
- 1984–1991 Josip Uhač, Kroatien, Titularerzbischof von Tharros
- 1991–1995 Lajos Kada, Ungarn, Titularerzbischof von Thibica
- 1995–2003 Giovanni Lajolo, Italien, Titularerzbischof von Caesariana (zu Beginn noch Sitz in Bonn)

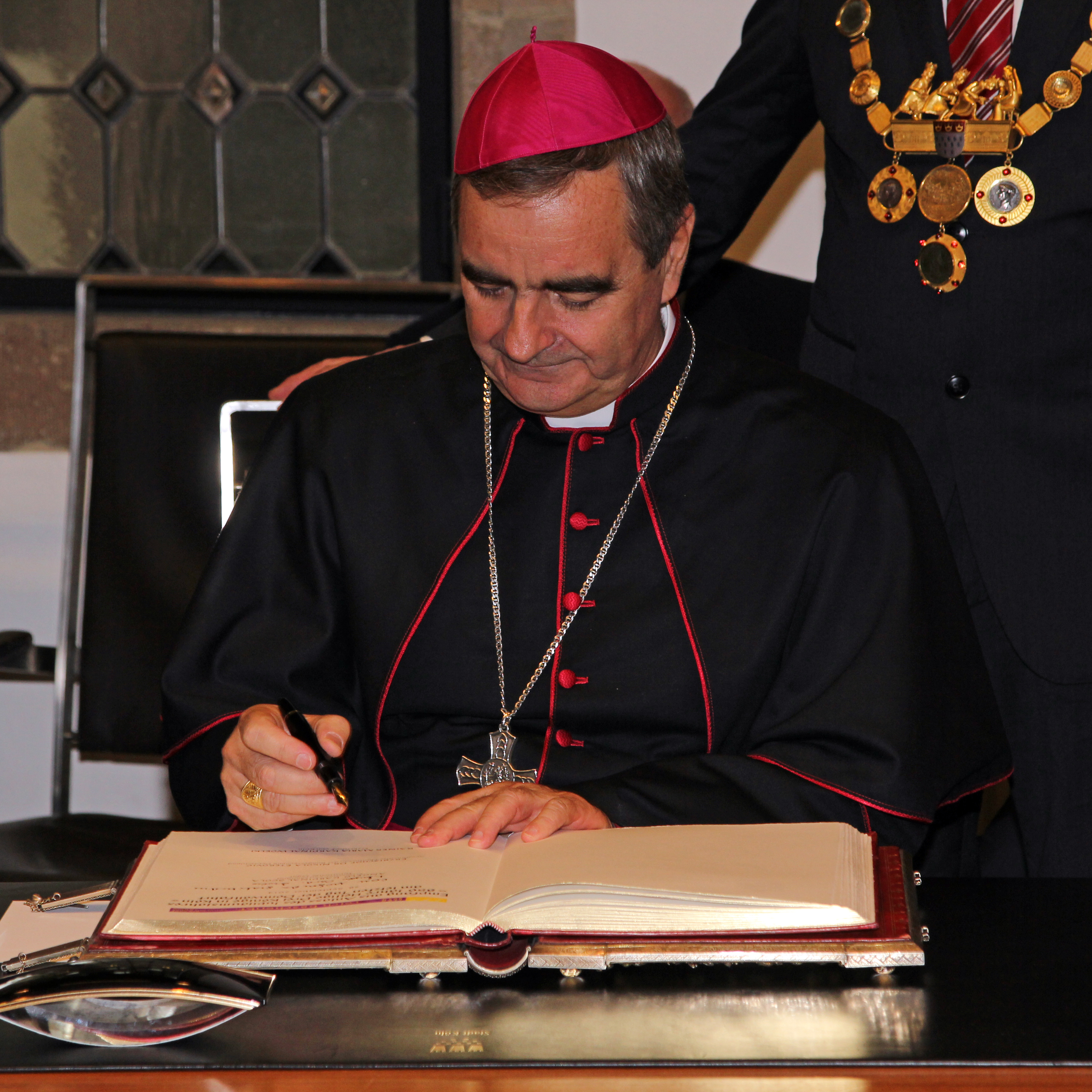
Nuntius Nikola Eterović beim Begrüßungsempfang zur Amtseinführung Rainer Maria Woelkis 2014

- 2003–2007 Erwin Josef Ender, Deutschland, Titularerzbischof von Germania in Numidia, zuvor Apostolischer Nuntius in der Tschechischen Republik
- 2007–2013 Jean-Claude Périsset, Schweiz, Titularerzbischof von Iustiniana Prima, zuvor Apostolischer Nuntius in Rumänien und Moldawien
- seit 2013 Nikola Eterović, Kroatien, Titularerzbischof von Cibalae, zuvor Generalsekretär der Bischofssynode

## Apostolische Nuntien in Österreich

### Apostolische Nuntien am kaiserlichen Hof in Wien

#### Geschichtliche Eckdaten
Die Nuntiatur in Wien gilt als die älteste ständige Einrichtung dieser Art (am Hof König Ferdinands I. eingerichtet 1529).

#### Verzeichnis der Nuntien am Kaiserhof in Wien
- 1529–1532 Vincenzo Pimpinella, Erzbischof von Rossano
- 1533–1535 Pier Paolo Vergerio
- 1536–1538 Giovanni Morone, Bischof von Modena, Kardinal
- 1538–1539 Fabio Mignanelli, Bischof von Lucera, Kardinal
- 1539–1541 Giovanni Morone, Bischof von Modena, Kardinal
- 1541–1545 Girolamo Verallo, Bischof von Caserta, Kardinal
- 1545 Fabio Mignanelli, Bischof von Lucera, Kardinal
- 1548–1550 Prospero Santa Croce, Bischof von Cisamus, Kardinal
- 1550–1554 Girolamo Martinengo, Abt von Leno
- 1554–1556 Zaccaria Dolfin (Delfino), Bischof von Lesina, Kardinal
- 1558 Antonio Agustí
- 1560–1561 Stanislaus Hosius, Bischof von Ermland, Kardinal
- 1561–1565 Zaccaria Dolfin (Delfino), Bischof von Lesina, Kardinal
- 1565–1571 Melchiorre Biglia
- 1571–1578 Giovanni Dolfin (Delfino), Bischof von Torcello
- 1578 Bartolomeo Portia
- 1578–1581 Orazio Malaspina
- 1581 Ottavio Santa Croce, Bischof von Cervia
- 1581–1584 Giovanni Francesco Bonomi, Bischof von Vercelli
- 1584–1586 Germanico Malaspina, Bischof von San Severo
- 1586–1587 Filippo Sega, Bischof von Piacenza, Kardinal
- 1587–1589 Antonio Puteo, Erzbischof von Bari
- 1589–1591 Alfonso Visconti, danach Bischof von Cervia, Kardinal
- 1591–1592 Camillo Caetani, Patriarch von Alexandria
- 1592–1597 Cesare Speciano, Bischof von Cremona
- 1597–1598 Ferrante Farnese, Bischof von Parma
- 1598–1603 Filippo Spinelli, Titularerzbischof von Colossae, Kardinal
- 1604–1607 Giovanni Stefano Ferreri, Bischof von Vercelli
- 1607–1610 Antonio Caetani, Erzbischof von Capua, Kardinal
- 1610–1612 Giovanni Battista Salvago, Bischof von Luni-Sarzana
- 1612–1616 Placido de Marra, Bischof von Melfi-Rapolla
- 1616–1617 Vitaliano Visconti Borromeo, Titularerzbischof von Hadrianopolis
- 1617–1621 Ascanio Gesualdo, Patriarch von Konstantinopel
- 1621–1628 Carlo Carafa
- 1628–1630 Giovanni Battista Pallotto, Titularerzbischof von Thessaloniki, Kardinal
- 1630–1634 Ciriaco Rocci, Titularerzbischof von Patras, Kardinal
- 1634–1639 Malatesta Baglioni, Bischof von Pesaro
- 1639–1644 Gaspare Mattei, Titularerzbischof von Athen, Kardinal
- 1644–1652 Camillo Melzi, Erzbischof von Capua, Kardinal
- 1652–1658 Scipione Pannochieschi d’Elce, Erzbischof von Pisa, Kardinal
- 1658–1664 Carlo Carafa jr., Bischof von Aversa, Kardinal
- 1665–1667 Giulio Spinola, Titularerzbischof von Laodicea, Kardinal
- 1668–1671 Antonio Pignatelli, Titularerzbischof von Larisa, Kardinal, der spätere Papst Innozenz XII. (1691–1700)
- 1671–1675 Mario Alberizzi, Titularerzbischof von Neocaesarea, Kardinal
- 1675–1689 Francesco Buonvisi, Titularerzbischof von Thessaloniki, Kardinal
- 1692–1696 Sebastiano Antonio Tanara, Titularerzbischof von Damaskus, Kardinal
- 1696–1700 Andrea Santa Croce, Titularerzbischof von Seleucia, Kardinal
- 1700–1706 Gianantonio Davia, Erzbischof-Bischof von Rimini, Kardinal
- 1709–1713 Giulio Piazza, Titularerzbischof von Nazaret
- 1713–1720 Giorgio Spinola, Titularerzbischof von Cäsarea, Kardinal
- 1721–1731 Girolamo Grimaldi, Titularerzbischof von Edessa, Kardinal
- 1731–1738 Domenico Silvio Passionei, Titularerzbischof von Ephesus, Kardinal
- 1738–1745 Camillo Paolucci, Titularerzbischof von Iconium, Kardinal
- 1746–1754 Fabrizio Serbelloni, Titularerzbischof von Patras, Kardinal
- 1754–1760 Ignazio Michele Crivelli, Titularerzbischof von Cäsarea, Kardinal
- 1760–1767 Vitaliano Borromeo, Titularerzbischof von Theben, Kardinal
- 1767–1774 Antonio Eugenio Visconti, Titularerzbischof von Ephesus, Kardinal
- 1776–1785 Giuseppe Garampi, Erzbischof-Bischof von Montefiascone, Kardinal
- 1785–1793 Giovan Battista Caprara, Titularerzbischof von Iconium, Kardinal
- 1793–1802 Luigi Ruffo Scilla, Titularerzbischof von Apamea, Kardinal
- 1802–1816 Antonio Gabriele Severoli, Titularerzbischof von Petra, Kardinal
- 1816–1823 Paolo Leardi
- 1826–1832 Ugo Pietro Spinola, Titularerzbischof von Theben, Kardinal
- 1832–1836 Pietro Ostini
- 1836–1845 Ludovico Altieri, Titularerzbischof von Ephesus, Kardinal
- 1845–1856 Michele Viale-Prelà, Titularerzbischof von Karthago, Kardinal
- 1856–1863 Antonino De Luca, Titularerzbischof von Tarsus, Kardinal
- 1863–1874 Mariano Falcinelli Antoniacci, Titularerzbischof von Athen, Kardinal
- 1874–1879 Ludovico Jacobini, Titularerzbischof von Thessaloniki, Kardinal
- 1880–1887 Serafino Vannutelli, Titularerzbischof von Nikaia, Kardinal
- 1887–1893 Luigi Galimberti, Titularerzbischof von Nikaia, Kardinal
- 1893–1896 Antonio Agliardi, Titularerzbischof von Cäsarea, Kardinal
- 1896–1903 Emidio Taliani, Titularerzbischof von Sebaste, Kardinal
- 1904–1911 Gennaro Granito Pignatelli di Belmonte, Titularerzbischof von Edessa, Kardinal
- 1911–1912 Alessandro Bavona, Titularerzbischof von Pharsalus
- 1912–1916 Raffaele Scapinelli di Leguigno, Titularerzbischof von Laodicea di Teodoriade, Kardinal

### Apostolische Nuntien in der Republik Österreich

#### Verzeichnis der Nuntien in der Republik Österreich
- 1916–1919 Teodoro Valfrè di Bonzo, Titularerzbischof von Trapezus, Kardinal
- 1920–1922 Francesco Marchetti Selvaggiani, Titularerzbischof von Seleucia in Isaurien, Kardinal
- 1922–1935 Enrico Sibilia, Titularerzbischof von Side, Kardinal
- 1936–1938 Gaetano Cicognani, Titularerzbischof von Ancyra, Kardinal
- 1946–1947 Maurilio Silvani, Titularerzbischof von Lepanto – Internuntius
- 1949–1961 Giovanni Dellepiane, Titularerzbischof von Stauropolis
- 1961–1976 Opilio Rossi, Titularerzbischof von Ancyra, Kardinal
- 1976–1984 Mario Cagna, Titularerzbischof von Heraclea
- 1984–1989 Michele Cecchini, Titularerzbischof von Aquileia
- 1989–2002 Donato Squicciarini, Italien, Titularerzbischof von Tiburnia (d. i. St. Peter in  Holz/Kärnten)
- 2002–2005 Georg Zur, Deutschland, Titularerzbischof von Sesta
- 2005–2009 Edmond Farhat, Titularerzbischof von Byblus
- 2009–2018: Peter Zurbriggen, Titularerzbischof von Glastonia
- seit 2019: Pedro López Quintana, Titularerzbischof von Acropolis

## Apostolische Nuntien in der Schweiz

### Verzeichnis der Nuntien in der Schweiz
- 1500–1504 Raimondo Peraudi
- 1508–1509 Alessandro de Gabionetta
- 1512–1513 Giovanni Staffilio
- 1513–1517 Ennio Filonardi, Bischof von Veroli
- 1517–1521 Antonio Pucci, Bischof von Pistoia
- 1521–1525 Ennio Filonardi, Bischof von Veroli
- 1531–1543 Ennio Filonardi, Bischof von Veroli
- 1543–1552 Hieronymus Franco
- 1554–1560 Octavianus de Raverta, Bischof von Terracina
- 1559–1565 Johannes Antonius Volpi, Bischof von Como
- 1579–1582 Giovanni Francesco Bonomi, Bischof von Vercelli
- 1587–1591 Octavius Paravicini, Patriarch von Alexandria
- 1594–1595 Hieronymus, Comes Portia
- 1600–1606 Johannes, Comes de Turre, Bischof von Krk
- 1609–1612 Ladislaus de Aquino (Latium)
- 1615–1616 Ludovicus, Comes de Sarego, Bischof von Adria
- 1628–1630 Ciriaco Rocci
- 1630–1639 Ranuccio (Ranuzio) Scotti, später Nuntius von Frankreich
- 1639–1643 Hieronymus Farnese, Titularerzbischof von Patras
- 1643–1646 Laurentius Gavotti, Bischof von Ventimiglia
- 1646–1647 Alfonso Sacrati, Bischof von Comacchio
- 1647–1652 Francesco Boccapaduli, Bischof von Sulmona und Valva
- 1652–1655 Carolus Caraffa
- 1655–1663 Federico Borromeo der Jüngere, Patriarch von Alexandrien
- 1665–1668 Federico Baldeschi Colonna, Italien, Titularerzbischof von Caesarea in Cappadocia
- 1668–1669 Rudolf, Graf von Aquaviva, Erzbischof von Laodicea
- 1670–1680 Odoardo Cibo, Erzbischof von Seleucia
- 1685–1687 Jacobus Cantelmi, Herzog von Popoli, Titularerzbischof von Caesarea in Cappadocia
- 1687–1689 Hieronymus Zarini Internuntius
- 1689–1692 Bartholomeus Menatti, Bischof von Lodi
- 1692–1695 Marcello d’Aste, Erzbischof von Athen
- 1695–1698 Michelangelo dei Conti, Italien, Titularerzbischof von Tarsus, später als Innozenz XIII. Papst
- 1698–1702 Giulio Piazza
- 1704–1709/20 Vincentius Bichi, Titularerzbischof von Laodicea in Phrygia, später Nuntius von Portugal
- 1717–1719 Josephus Ferrajo, Neapel, Titularerzbischof von Nicaea
- 1721–1730 Domenico Silvio Passionei, Titularerzbischof von Ephesus
- 1740–1751 Carlo Francesco Durini, Mailand, Erzbischof von Rhodos
- 1744–1754 Filippo Acciajuoli, Italien, Titularerzbischof von Petra, später Nuntius von Portugal
- 1755–1759 Johannes Octavius Bufalini, Titularerzbischof von Chalcedon
- 1759–1764 Nicolaus Oddi, Titularerzbischof von Trajanopolis
- 1764–1773 Luigi Valenti Gonzaga, Italien, Titularerzbischof von Caesarea in Cappadocia, später Nuntius von Spanien
- 1775–1785 Giovanni Battista Caprara Montecuccoli, Italien, Erzbischof von Mailand, später Nuntius von Österreich
- 1794–1803 Pietro Gravina, Italien, Erzbischof von Palermo, später Nuntius von Spanien
- 1803–1815 Fabrizio Sceberras Testaferrata, Malta, Bischof von Senigallia
- 1818–1819 Vincenzo Macchi, Italien, Kardinalbischof von Ostia-Velletri, später Nuntius von Frankreich
- 1820–1827 Ignazio Nasalli-Ratti, Italien, Titularerzbischof von Cyrrhus
- 1827–1829 Pietro Ostini, Italien, Bischof von Jesi, später Nuntius von Brasilien
- 1830–1832 Filippo de Angelis, Italien, Erzbischof von Fermo, später Nuntius von Portugal
- 1839–1841 Tommaso Pasquale Gizzi, Italien, Titularerzbischof von Thebae
- 1841–1845 Girolamo d’Andrea, Italien, Kardinalbischof von Sabina
- 1920–1926 Luigi Maglione, Italien, Titularerzbischof von Caesarea, später Nuntius von Frankreich
- 1926–1935 Pietro di Maria, Italien, Titularerzbischof von Iconium
- 1935–1953 Filippo Bernardini, Italien, Titularerzbischof von Antiochia in Pisidia
- 1953–1959 Gustavo Testa, Italien, Titularerzbischof von Amasea
- 1959–1960 geschäftsführend Giovanni Ferrofino, Hausprälat
- 1960–1967 Alfredo Pacini, Italien, Titularerzbischof von Germia, vorher Nuntius in der Dominikanischen Republik, Haiti und Uruguay
- 1967–1984 Ambrogio Marchioni, Italien, Titularerzbischof von Severiana, vorher Nuntius in El Salvador und Guatemala
- 1985–1993 Edoardo Rovida, Italien, Titularerzbischof von Tauromenium (Taormina), später Nuntius in Portugal
- 1993–1997 Karl-Josef Rauber, Deutschland, Titularerzbischof von Iubaltiana, später Nuntius in Ungarn, Moldawien, Belgien und Luxemburg
- 1997–1998 Oriano Quilici, Italien, Titularerzbischof von Tabla, vorher Nuntius in Venezuela und Guatemala
- 1999–2004 Pier Giacomo de Nicolò, Italien, Titularerzbischof von Martanae Tudertinorum, vorher Nuntius in Costa Rica und Syrien
- 2004–2011 Francesco Canalini, Italien, Titularerzbischof von Valeria, vorher Nuntius in Ecuador und Australien
- 2011–2015 Diego Causero, Italien, Titularerzbischof von Gradum
- 2015–2020 Thomas Gullickson, Vereinigte Staaten, Titularerzbischof von Polymartium
- seit 2021 Martin Krebs, Deutschland, Titularerzbischof von Taborenta

## Apostolische Nuntien in Liechtenstein

### Geschichtliche Eckdaten
Die 1987 eingerichtete Apostolische Nuntiatur für Liechtenstein wird stets durch den Apostolischen Nuntius der Schweiz mitverwaltet.

### Verzeichnis der Nuntien in Liechtenstein
- 1987–1993 Edoardo Rovida, Italien, Titularerzbischof von Tauromenium (Taormina), später Nuntius in Portugal
- 1993–1997 Karl-Josef Rauber, Deutschland, Titularerzbischof von Iubaltiana, später Nuntius in Ungarn, Moldawien, Belgien und Luxemburg
- 1997–1998 Oriano Quilici, Italien, Titularerzbischof von Tabla, vorher Nuntius in Venezuela und Guatemala
- 1999–2004 Pier Giacomo de Nicolò, Italien, Titularerzbischof von Martanae Tudertinorum, vorher Nuntius in Costa Rica und Syrien
- 2004–2011 Francesco Canalini, Italien, Titularerzbischof von Valeria, vorher Nuntius in Ecuador und Australien
- 2011–2015 Diego Causero, Italien, Titularerzbischof von Gradum
- 2015–2020 Thomas Gullickson, Vereinigte Staaten, Titularerzbischof von Polymartium
- seit 2021 Martin Krebs, Deutschland, Titularerzbischof von Taborenta

## Apostolische Nuntien in Luxemburg

### Geschichtliche Eckdaten
1910 als Internuntiatur begründet, wurde sie am 9. Mai 1969 in den Rang einer Nuntiatur versetzt. Bis heute wird sie stets durch den Apostolischen Nuntius von Belgien mitverwaltet.

### Verzeichnis der Nuntien in Luxemburg
- 1916–1918 Internuntius Achille Locatelli, Titularerzbischof von Thessaloniki
- 1923–1946 Internuntius Clemente Micara, Titularerzbischof von Apamea in Syrien
- 1946–1953 Fernando Cento, Titularerzbischof von Seleucia Pieria
- 1953–1962 Efrem Forni, Titularerzbischof von Darnis
- 1962–1969 Internuntius Silvio Angelo Pio Oddi, Titularerzbischof von Mesembria
- 1969–1983 Igino Eugenio Cardinale, Titularerzbischof von Nepte
- 1983–1989 Angelo Pedroni, Titularerzbischof von Novica
- 1989–1999 Giovanni Moretti, Titularerzbischof von Vartana
- 1999–2002 Pier Luigi Celata, Titularerzbischof von Doclea
- 2003–2009 Karl Josef Rauber, Titularerzbischof von Iubaltiana
- 2009–2016 Giacinto Berloco, Titularerzbischof von Fidenae
- 2016–2021 Augustine Kasujja, Titularerzbischof von Caesarea in Numidien
- seit 2021 Franco Coppola, Titularerzbischof von Vinda

## Apostolische Nuntien in den Niederlanden

### Geschichtliche Eckdaten
Als Internuntiatur begründet, wurde am 29. November 1911 der erste Internuntius ernannt. Seit dem 22. Juli 1967 zur Nuntiatur erhoben, wurde sie jedoch bis 1992 stets nur mit einem Pro-Nuntius besetzt.

### Verzeichnis der Nuntien in den Niederlanden
- 1911–1916 Internuntius Giovanni Tacci Porcelli, Titularerzbischof von Nicaea
- 1922–1925 Cesare Orsenigo, Titularerzbischof von Ptolemais in Libyen
- 1935–1959 Internuntius Paolo Giobbe, Titularerzbischof von Ptolemais in Thebaide
- 1959–1967 Internuntius Giuseppe Beltrami, Titularerzbischof von Damaskus
- 1967–1976 Pro-Nuntius Angelo Felici, Titularerzbischof von Cesariana
- 1976–1978 Pro-Nuntius John Gordon, Titularerzbischof von Nicopolis ad Nestum
- 1979–1984 Pro-Nuntius Bruno Wüstenberg, Titularerzbischof von Tyrus
- 1984–1988 Pro-Nuntius Edward Idris Cassidy, Titularerzbischof von Amanzia
- 1988–1991 Pro-Nuntius Audrys Bačkis, Titularerzbischof von Meta
- 1992–1997 Nuntius Henri Lemaître, Titularerzbischof von Tongeren
- 1997–2001 Nuntius Angelo Acerbi, Titularerzbischof von Zella
- 2001–2011 Nuntius François Bacqué, Titularerzbischof von Gradisca
- 2011–2015 Nuntius André Pierre Louis Dupuy, Titularerzbischof von Selsea
- 2015–2021 Nuntius Aldo Cavalli, Titularerzbischof von Vibo
- 2022–2025 Nuntius Paul Tschang In-Nam, Titularerzbischof von Amantia
- seit 2025 Nuntius Jean-Marie Speich, Titularerzbischof von Sulci

## Apostolische Nuntien in Polen

### Verzeichnis der Nuntien in Polen
- 1519–1521 Zachario Ferreri, Bischof von Guardialfiera
- 1522–1523 Tomas Crnić (de’Negri), Bischof von Skradin in Dalmatien
- 1524–1526 Giovanni Antonio Bulleo
- 1525–1526 Nicolò Fabri
- 1525–1527 Giovanni Francesco Cito OFM, Bischof von Scaren
- 1536 Pamfilio Strasoldo
- 1539–1540 Girolamo Rorario (Laie!)
- 1542 Otto Truchseß von Waldburg
- 1548 Girolamo Martinengo
- 1553 Marco Antonio Maffei, Erzbischof von Chieti
- 1555–1557 Luigi Lippomano, Bischof von Verona
- 1558–1559 Camillo Mentovati, Bischof von Satriano
- 1560–1563 Berardo Bongiovanni
- 1563–1565 Giovanni Francesco Commendone, Bischof von Cephalonia und Zacynthia
- 1565–1568 Giulio Ruggieri
- 1568–1573 Vincenzo dal Portico
- 1571–1573 Giovanni Francesco Commendone, Kardinallegat
- 1573–1578 Vincenzo Lauro, Bischof von Mondovi
- 1578–1581 Giovanni Andrea Caligari, seit 1579 Bischof von Bertinoro
- 1581–1585 Alberto Bolognetti, Bischof von Massa Maritima
- 1584–1587 Girolamo Vitalis di Buoi, Bischof von Camerino
- 1586–1591 Annibale di Capua, Erzbischof von Neapel
- 1588–1589 Ipolito Aldobrandini, Kardinallegat
- 1592 Georgius Radziwiłł
- 1592–1598 Germanico Malaspina, Bischof von San Severo
- 1596–1597 Heinrich Cajetan
- 1598–1607 Claudio Rangoni, Bischof von Reggio Emilia
- 1606–1612 Francesco Simonetta, Bischof von Foligno
- 1612–1614 Lelio Ruini, Bischof von Bagnorea
- 1614–1621 Francesco Diotallevi, Bischof von S. Angelo de’Lombardi
- 1621–1622 Cosimo de Torres, Titularerzbischof von Hadrianopolis
- 1622–1627 Giovanni Battista Lancellotti, Bischof von Nola
- 1627–1630 Antonio Santacroce, Titularerzbischof von Seleucia in Isauria
- 1630–1636 Onorato Visconti, Titularerzbischof von Larissa
- 1635–1643 Mario Filonardi, Erzbischof von Avignon
- 1645–1652 Giovanni de’Torres, Titularerzbischof von Hadrianopolis
- 1652–1660 Pietro Vidoni, Bischof von Lodi
- 1660–1668 Antonio Pignatelli, Titularerzbischof von Larissa
- 1668–1670 Galeazzo Marescotti, Titularerzbischof von Korinth
- 1670–1671 Francesco Nerli, Titularerzbischof von Hadrianopolis
- 1671–1673 Angelo Maria Ranuzzi, Titularerzbischof von Damietta
- 1673–1675 Francesco Buonvisi, Titularerzbischof von Thessaloniki
- 1675–1681 Francesco Martelli, Titularerzbischof von Korinth
- 1680–1688 Opizio Pallavicini, Titularerzbischof von Ephesus
- 1687–1689 Giacomo Cantelmo, Titularerzbischof von Caesarea
- 1690–1696 Andrea Santacroce, Titularerzbischof von Seleucia in Isaurien
- 1696–1700 Gianantonio Davia, Titularerzbischof von Theben
- 1698 (Päpstlicher Sondergesandter:) Fabrizio Paolucci, Bischof von Ferrara
- 1700–1703 Francesco Pignatelli, Erzbischof von Tarent
- 1703–1706 Orazio Filippo Spada, Titularerzbischof von Theben
- 1706–1708 Giulio Piazza, Titularerzbischof von Rhodus
- 1707–1712 Niccolò Spinola, Titularerzbischof von Theben
- 1712–1713 Benedetto Odescalchi-Erba, Titularerzbischof von Thessaloniki
- 1713–1721 Girolamo Grimaldi, Titularerzbischof von Edessa
- 1720–1721 Girolamo Archinto, Titularerzbischof von Tarsos
- 1722–1728 Vincenzo Santini, Titularerzbischof von Trapezunt
- 1728–1738 Camillo Paolucci, Titularerzbischof von Iconien
- 1738–1746 Fabrizio Serbelloni, Titularerzbischof von Patras
- 1746–1754 Alberico Archinto, Titularerzbischof von Nicaea
- 1754–1760 Nicolo Serra, Titularerzbischof von Mitylen
- 1760–1767 Antonio Eugenio Visconti, Titularerzbischof von Ephesus
- 1767–1772 Angelo Maria Durini Titularerzbischof von Ancyranus
- 1772–1776 Giuseppe Garampi, Titularerzbischof von Berytus
- 1776–1784 Giovanni Andrea Archetti, Titularerzbischof von Calcedon
- 1784–1794 Ferdinando Maria Saluzzo, Titularerzbischof von Korinth
- 1794–1797 Lorenzo Litta, Titularerzbischof von Theben
- 1918–1921 Achille Ratti, Titularerzbischof von Naupactensis (später Pius XI.)
- 1921–1927 Lorenzo Lauri, Titularerzbischof von Ephesus
- 1928–1936 Francesco Marmaggi, Titularerzbischof von Adrianopolis
- 1936–1947 Philippo Cortesi, Titularerzbischof von Siraces
- 1975–1986 Luigi Poggi, Titularerzbischof von Forontoniana
- 1986–1989 Francesco Colasuonno, Titularerzbischof von Truentum
- 1989–2010 Józef Kowalczyk, Titularerzbischof von Heraclea
- 2010–2016 Celestino Migliore, Titularerzbischof von Canosa
- seit 2016 Salvatore Pennacchio, Titularerzbischof von Montemarano

## Apostolische Nuntien in Russland

### Verzeichnis der Nuntien in der Russischen Föderation
- 2002–2010 Antonio Mennini, Titularerzbischof von Ferentium
- 2011–2016 Ivan Jurkovič, Titularerzbischof von Krbava
- 2016–2020 Celestino Migliore, Titularerzbischof von Canosa
- seit 2020: Giovanni d'Aniello, Erzbischof[3]

## Apostolische Nuntien bei internationalen Organisationen

### Apostolische Nuntien bei der Europäischen Gemeinschaft (EG) und der Europäischen Union (EU)

#### Verzeichnis der Nuntien bei der EG/EU
- 1970–1983 Igino Eugenio Cardinale, Titularerzbischof von Nepte, EG
- 1983–1989 Angelo Pedroni, Titularerzbischof von Novica, EG
- 1989–1996 Giovanni Moretti, Titularerzbischof pro hac vice von Vartana, EG / EU
- 1996–1998 Alain Lebeaupin,  Titularerzbischof von Vico Equense, EU (Beauftragter)
- 1999–2004 Faustino Sainz Muñoz, Titularerzbischof von Novaliciana, EU
- 2005–2012 André Dupuy, Titularerzbischof pro hac vice von Selsea, EU
- 2012–2020 Alain Lebeaupin, Titularerzbischof von Vico Equense, EU
- 2021 Aldo Giordano, Titularerzbischof pro hac vice von Tamada, EU
- 2022–2024 Noel Treanor, Erzbischof, emeritierter Bischof von Down und Connor
- seit 2025 Bernardito Cleopas Auza, Titularerzbischof pro hac vice von Suacia

### Apostolische Nuntien (Ständige Beobachter) bei den Vereinten Nationen

#### Geschichtliche Eckdaten
Der Vatikan ist zwar ein allgemein anerkannter Staat, aber nicht Mitglied der Vereinten Nationen. Der ihn vertretende Heilige Stuhl, ein nichtstaatliches, eigenständiges, vom Staat der Vatikanstadt zu unterscheidendes Völkerrechtssubjekt, ist aber seit 1964 durch einen Ständigen Beobachter im Rang eines Erzbischofs an den UN-Sitzen in New York und Genf sowie bei den UN-Unterorganisationen vertreten, seit 1948 bei der Ernährungs- und Landwirtschaftsorganisation FAO, seit 1951 bei der UNESCO.
Der Grund dafür ist Wahrung der Neutralität und die Vermittlerrolle des Vatikans vor allem bei kriegerischen Auseinandersetzungen.

#### Verzeichnis der Ständigen Beobachter bei den Vereinten Nationen
- 1964–1973 Alberto Giovannetti
- 1973–1986 Giovanni Cheli, Italien, ab 1978 Titularerzbischof von Santa Giusta
- 1986–2002 Renato Raffaele Martino, Italien, Titularerzbischof von Segermes
- 2002–2010 Celestino Migliore, Italien, Titularerzbischof von Canosa
- 2010–2014 Francis Assisi Chullikatt, Indien, Titularerzbischof von Ostra
- 2014–2019 Bernardito Cleopas Auza, Philippinen, Titularerzbischof von Suacia
- 2019 – Gabriele Caccia, Italien, Titularerzbischof von Sepino